# AHL 1976/77
Die Saison 1976/77 war die 41. reguläre Saison der American Hockey League (AHL). Während der regulären Saison bestritten die sechs Mannschaften jeweils 80 Begegnungen. Die vier besten Mannschaften der AHL spielten anschließend in einer Play-off-Runde um den Calder Cup.

## Teamänderungen
Folgende Änderungen wurden vor Beginn der Saison vorgenommen:
- Die Richmond Robins stellten den Spielbetrieb ein
- Die Baltimore Clippers verließen die Liga und schlossen sich der Southern Hockey League an
- Die Providence Reds änderten ihren Namen in Rhode Island Reds

## Reguläre Saison

### Abschlusstabellen
Abkürzungen: GP = Spiele, W = Siege, L = Niederlagen, T = Unentschieden, OTL = Niederlage nach Overtime, GF = Erzielte Tore, GA = Gegentore, Pts = Punkte

Erläuterungen: In Klammern befindet sich die Platzierung innerhalb der Conference;       = Playoff-Qualifikation,       = Division-Sieger,       = Conference-Sieger

#### Reguläre Saison
|                       | GP | W  | L  | T | GF  | GA  | Pts |
| --------------------- | -- | -- | -- | - | --- | --- | --- |
| Nova Scotia Voyageurs | 80 | 52 | 22 | 6 | 308 | 225 | 110 |
| New Haven Nighthawks  | 80 | 43 | 31 | 6 | 333 | 287 | 92  |
| Rochester Americans   | 80 | 42 | 33 | 5 | 320 | 273 | 89  |
| Hershey Bears         | 80 | 36 | 38 | 6 | 282 | 293 | 78  |
| Springfield Indians   | 80 | 28 | 51 | 1 | 302 | 390 | 57  |
| Rhode Island Reds     | 80 | 25 | 51 | 4 | 282 | 359 | 54  |

### Beste Scorer
Abkürzungen: GP = Spiele, G = Tore, A = Assists, Pts = Punkte, +/- = Plus/Minus, PIM = Strafminuten; Fett: Saisonbestwert
| Spieler        | Team                  | GP | G  | A  | Pts | PIM |
| -------------- | --------------------- | -- | -- | -- | --- | --- |
| André Peloffy  | Springfield Indians   | 79 | 42 | 57 | 99  | 106 |
| Ed Johnstone   | New Haven Nighthawks  | 80 | 40 | 58 | 98  | 79  |
| Doug Gibson    | Rochester Americans   | 78 | 41 | 56 | 97  | 11  |
| Tom Colley     | New Haven Nighthawks  | 80 | 37 | 56 | 93  | 36  |
| Blake Dunlop   | New Haven Nighthawks  | 76 | 33 | 60 | 93  | 16  |
| Pierre Mondou  | Nova Scotia Voyageurs | 71 | 44 | 45 | 89  | 21  |
| Walt Ledingham | Rhode Island Reds     | 73 | 29 | 57 | 86  | 20  |
| Rod Schutt     | Nova Scotia Voyageurs | 80 | 33 | 51 | 84  | 56  |

## Calder-Cup-Playoffs

### Modus
Für die Play-offs qualifizierten sich die vier besten Mannschaften der American Hockey League. Im Play-off-Halbfinale trafen der Erste auf den Vierten und der Zweite auf den Dritten. Anschließend spielten die beiden Sieger im Playoff-Finale um den Calder Cup. Das Play-off-Halbfinale und das Calder-Cup-Finale wurden im Modus Best-of-Seven ausgespielt.

### Play-off-Übersicht
|  | Halbfinale | Halbfinale            | Halbfinale |  |  | Calder-Cup-Finale | Calder-Cup-Finale     | Calder-Cup-Finale |
|  |            |                       |            |  |  |                   |                       |                   |
|  |            |                       |            |  |  |                   |                       |                   |
|  | 1          | Nova Scotia Voyageurs | 4          |  |  |                   |                       |                   |
|  | 4          | Hershey Bears         | 2          |  |  |                   |                       |                   |
|  |            |                       |            |  |  | 1                 | Nova Scotia Voyageurs | 4                 |
|  |            |                       |            |  |  | 3                 | Rochester Americans   | 2                 |
|  | 2          | New Haven Nighthawks  | 2          |  |  |                   |                       |                   |
|  | 3          | Rochester Americans   | 4          |  |  |                   |                       |                   |
|  |            |                       |            |  |  |                   |                       |                   |

### Calder-Cup-Sieger
| Calder-Cup-Sieger Nova Scotia Voyageurs | Torhüter: Dave Elenbaas, Ed Walsh Verteidiger: Brian Engblom, Greg Fox, Chuck Luksa, Gilles Lupien Angreifer: Bruce Baker, Mike Busniuk, Jim Cahoon, Cliff Cox, Don Howse, Pat Hughes, Peter John Lee, Gordon MacTavish, Pierre Mondou, Harold Phillipoff, Mike Polich, Rod Schutt, Ron Wilson, Paul Woods Cheftrainer: Al MacNeil General Manager: Al MacNeil |

## Vergebene Trophäen

### Mannschaftstrophäen
| Auszeichnung                                              | Team                  |
| --------------------------------------------------------- | --------------------- |
| Calder Cup Gewinner der AHL-Playoffs                      | Nova Scotia Voyageurs |
| F. G. „Teddy“ Oke Trophy Bestes Team der Regulären Saison | Nova Scotia Voyageurs |

### Individuelle Trophäen
| Auszeichnung                                                                  | Spieler       | Team                  |
| ----------------------------------------------------------------------------- | ------------- | --------------------- |
| Les Cunningham Award MVP der regulären Saison                                 | Doug Gibson   | Rochester Americans   |
| John B. Sollenberger Trophy Bester Scorer                                     | André Peloffy | Springfield Indians   |
| Dudley „Red“ Garrett Memorial Award Bester Rookie                             | Rod Schutt    | Nova Scotia Voyageurs |
| Eddie Shore Award Bester Verteidiger                                          | Brian Engblom | Nova Scotia Voyageurs |
| Harry „Hap“ Holmes Memorial Award Torhüter mit dem geringsten Gegentorschnitt | Dave Elenbaas | Nova Scotia Voyageurs |
| Harry „Hap“ Holmes Memorial Award Torhüter mit dem geringsten Gegentorschnitt | Ed Walsh      | Nova Scotia Voyageurs |
| Louis A. R. Pieri Memorial Award Bester Trainer                               | Al MacNeil    | Nova Scotia Voyageurs |